# Meiō Keikaku Zeorymer (OVA)
Meiō Keikaku Zeorymer(Project Zeorymer), tạm dịch là "Kế hoạch Diêm vương Zeorymer" là một OVA được chuyển thể từ nguyên tác Manga cùng tên của Chimi Morio.

## Khái yếu
Đây là tác phẩm thứ 3 trong series Robot Anime của đạo diễn Hirano Toshihiro, do AIC chế tác và được Tōshiba Emi phát hành. Tác phẩm gồm 4 tập, mỗi tập dài 30 phút và do Masamune Issei đọc lời dẫn truyện. Tuy được dựng từ nguyên tác Manga cùng tên nhưng phiên bản OVA này đã loại bỏ hầu hết yếu tố 18+ trong nguyên bản và có một cốt truyện độc lập so với bản gốc.
Tác phẩm được bán ra thị trường từ năm 1988 đến 1990 theo từng tập dưới dạng băng VHS, Betamax, đĩa laser và đến năm 1997, cả bốn tập phim được gom chung vào đĩa "Meiō Keikaku Zeorymer Complete Collection". Đến năm 2000, tác phẩm xuất hiện dưới dạng đĩa DVD với cái tên "Meiō Keikaku Zeorymer Complete". Năm 2004, phiên bản DVD được tái phát hành và đến năm 2008, nhân kỷ niệm 20 năm ngày phát hành, tác phẩm này xuất hiện trong phiên bản Blu-ray và do Bandai Visual phát hành.
Robot chính trong tác phẩm này còn xuất hiện trong loạt game Simulation RPG là "Super Robot Taisen".

## Nội dung
"Quốc tế điện não" là một tập đoàn đa quốc tịch chiếm 70% thị phần linh kiện điện tử và là cái vỏ bọc của tập đoàn Tekkō Ryū (Thiết giáp long) hay còn gọi là Hau Dragon (Hắc long). Trong 15 năm, tập đoàn này đã chế tạo ra 8 Robot hùng mạnh gọi là Bát quái chúng nhằm chinh phạt Thế giới. Mọi chuyện bắt đầu khi thủ lĩnh của Thiết giáp long là Nữ hoàng U La Đế (Yūratei) gửi người yêu của mình đi đoạt lại Robot Zeorymer "Thiên" đang nằm trong tay chính phủ Nhật Bản.
Từ đó nảy sinh những mối xung đột, những âm mưu, bí mật động trời xoay quanh các nhân vật trong phim.

## Các nhân vật chính
Akitsu Masato
Lồng tiếng: Seki Toshihiko
Nhân vật chính, sống bình an với cha mẹ như bao cậu học trò 15 tuổi khác. Bỗng nhiên một hôm bị tập đoàn Last Guardian bắt giam và biến thành người điều khiển (Pilot) Robot Zeorymer "Thiên".
Masato là cậu bé hiền lành, nhút nhát nhưng khi điều khiển Zeorymer thì trở nên tàn nhẫn, lạnh lùng. Trong quá trình chiến đấu, cậu dần biết được mình chính là bản sao của Akitsu Masaki, kẻ đã đánh cắp Zeorymer từ Thiết giáp long 15 năm trước.
Trong nguyên tác Manga, nhân vật thiếu niên này có tên là Masaki.
Himuro Miku
Lồng tiếng: Honda Chieko
Pilot phụ của Zeorymer, bề ngoài là một thiếu nữ xinh đẹp đồng trang lứa với Masato nhưng lại sở hữu những năng lực cơ thể dị thường. Nếu không có Miku điều khiển thì Zeorymer chỉ phát huy được 1/3 sức mạnh vốn có. Miku cũng chính là con người nhân tạo do khoa học gia Akitsu Masaki tạo ra để phục vụ kế hoạch Diêm vương Zeorymer.
Oki Isao
Lồng tiếng: Tanaka Hideyuki
Người đàn ông mặc đồ đen, đeo kính đen. Điệp viên của chính phủ Nhật Bản. Ban đầu chỉ xem Masato như một công cụ để khởi động Zeorymer, nhưng sau biết được chân ý của Masato và đối xử với cậu như một con người thật sự.
Kihara Masaki
Lồng tiếng: Seki Toshihiko
Một hình hài khác của Masato, là một khoa học gia thiên tài thuộc tập đoàn Thiết giáp long và là người tạo ra Robot Bát quái. 15 năm trước, Masaki cướp Zeorymer trốn khỏi Thiết giáp long, sau đó giao Zeorymer và trứng đã thụ tinh bản sao của mình cho Last Guardian. Và 15 năm sau....
Kihara Masaki là vai thủ ác chính của tác phẩm, là nguyên nhân gây ra mọi chuyện và là nhân vật chính thực sự.
U La Đế (Yūratei)
Lồng tiếng: Shō Mayumi
Đầu lãnh của Thiết giáp long. Ngoài mặt tỏ ra lạnh lùng nhưng lại là nhân tình hàng đêm với thuộc hạ Taiha. Mở đầu tác phẩm, Nữ đế lệnh cho Taiha đi đoạt lại Zeorymer từ tay chính phủ Nhật Bản. Taiha bại trận trước sức mạnh bá đạo của Zeorymer do Masato điều khiển, từ đó Nữ đế thề quyết sống chết với Last Guardian...

## Robot trong tác phẩm

### Robot bát quái
Là 8 Robot do tập đoàn Thiết giáp long chế tạo dựa trên 8 que bát quái. Người phụ trách thiết kế Robot là Moriki Yasuhiro đã nghiên cứu kỹ về bát quái khi xây dựng hình tượng các Robot và mối quan hệ tương quan giữa chúng.
Zeorymer "Thiên"
Robot hùng mạnh nhất trong Bát quái chúng, mang hiệu là "Thiên". Chiều cao toàn thân 50m, trọng lượng 480 tấn. Có khả năng dẫn năng lượng vô hạn từ vùng không gian thứ nguyên khác. Tất sát kỹ là sóng năng lượng "Minh vương công kích", phá hủy đối tượng đến cấp độ nguyên tử.
Lanster "Phong"
Một trong số Bát quái chúng. Robot này do Taiha, tình nhân của U La Đế điều khiển và có khả năng tạo ra cuồng phong xé nát đối thủ. So với các Robot bát quái khác thì Lanster không có sức mạnh tấn công ghê gớm nhưng tính cơ động cao, ban đầu được dùng để vận chuyển và hộ vệ các Robot khác đến điểm tập kích.
Bryst "Hỏa"
Một trong số Bát quái chúng. Pilot là Shi Aen. Chiều cao 57m, trọng lượng 420 tấn, có thể bắn phóng xạ Napam với chiêu Flare Launcher.
Gallowin "Thủy"
Một trong số Bát quái chúng. Pilot là Shi Tau. Chiều cao 54.6m, trọng lượng 450 tấn. Được thiết kế với vai trò hỗ trợ và hợp tác với Bryst "Hỏa". Có năng lực điều khiển nước, làm đóng băng đối tượng.
Rose C'est Lavie "Nguyệt"
Một trong số Bát quái chúng. Là Robot của Ritsu, chiều cao 52.3m, trọng lượng 550 tấn.
Dinodilos "Địa"
Một trong số Bát quái chúng. Pilot là Rockfell, trọng lượng 550 tấn, chiều cao 53m, có năng lực tác động đến đại địa. Tất sát kỹ là chiêu làm hỗn loạn tầng magma của đại địa để tạo ra địa chấn.
Burstone "Sơn"
Một trong số Bát quái chúng. Chiều cao 55m, trọng lượng 660 tấn. Vũ khí tất sát là đầu đạn hạt nhân giấu ở phần chân.
Omzack "Lôi"
Một trong số Bát quái chúng. Robot của Saiga, chiều cao 70,3m, trọng lượng 700 tấn và là Robot duy nhất trong Bát quái chúng không mang hình người. Đây cũng là Robot sở hữu sức mạnh vượt trội các Robot khác, ngang ngửa với Zeorymer.

### Các Robot khác
Song phượng hoàng
Cỗ máy này được chế tạo nhằm mục đích vận chuyển các Robot không thể bay được đến điểm tác chiến.

## Staff
- Sản xuất - Miura Tei
- Nguyên tác - Chimi Morio
- Đạo diễn - Hirano Toshihiro
- Thiết kế nhân vật - Kikuchi Michitaka
- Thiết kế Robot - Moriki Yasuhiro
- Âm nhạc - Kawamura Eiji
- Hiệu ứng âm thanh - Sasaki Jun-ichi
- Phát hành - Tōshiba TEMI

## Drama CD
Meiō Keikaku Zeorymer "Daimeikai"
Dựa trên bối cảnh của phiên bản OVA nhưng nội dung triển khai theo chiều hướng khác.

## Thư tịch liên quan
B-CLUB VISUAL COMIC Meiō Keikaku Zeorymer Quyển Thiên
do Bandai phát hàng vào tháng 7 năm 1989. ISBN 9784891890360
B-CLUB SPECIAL Meiō Keikaku Zeorymer
do Bandai phát hàng vào tháng 12 năm 1990.ISBN 9784891891329

## Mục liên quan
- Meiō Keikaku Zeorymer
- Bát quái